# Joan Slonczewski
Joan Lyn Slonczewski (ur. 14 sierpnia 1956 w Hyde Park) – amerykańska mikrobiolog i pisarka fantastycznonaukowa. Dwukrotna laureatka nagrody im. Johna W. Campbella za powieść.

## Życiorys
Urodziła się w miejscowości Hyde Park w stanie Nowy Jork, a wychowała w także leżącym w tym stanie Katonah. Jej rodzice to Esther Slonczewski, nauczycielka gry na skrzypcach i John Slonczewski, fizyk.
Uzyskała tytuł magistra biologii magna cum laude w Bryn Mawr College w 1977 r. Doktorat z biofizyki i biochemii molekularnej uzyskała na Uniwersytecie Yale w 1982 r. Od 1984 roku wykłada w Kenyon College (w Gambier, Ohio), obecnie zajmuje stanowisko Robert A. Oden, Jr. Professor of Biology. Prowadzi zajęcia z mikrobiologii, wirusologii oraz biologii w science fiction. Jej badania koncentrują się na reakcji na stres pH (środowiskowej) u pałeczki okrężnicy i laseczki siennej przy użyciu technik genetycznych. Wykładała także na Uniwersytecie Marylandu w Baltimore, Uniwersytecie w Princeton i Uniwersytecie Pensylwanii.
Slonczewski jest członkiem wspólnoty kwakrów, a tematyka kwakierska występuje w kilku jej powieściach.

## Twórczość

### Powieści
- Still Forms on Foxfield (1980)
- A Door into Ocean (1986)
- The Wall Around Eden (1989)
- Daughter of Elysium (1993)
- The Children Star (1998)
- Brain Plague (2000)
- The Highest Frontier (2011)

Powieści A Door into Ocean (1986), Daughters of Elysium (1993), The Children Star (1998) i Brain Plague (2000) stanowią luźny cykl.
W Polsce ukazało się opowiadanie Mikroby w pierwszym tomie antologii To, co najlepsze w SF.

### Publikacja naukowe
- Microbiology: An Evolving Science, New York, 2006 (współaut. John W. Foster)
- Microbiology: The Human Experience, New York, 2018 (współaut. John W. Foster, Zarrintaj Aliabadi)

## Nagrody

### literackie
- Nagroda im. Johna W. Campbella za powieść: 1987 A Door into Ocean
- Nagroda im. Johna W. Campbella za powieść: 2012 The Highest Frontier

### naukowe
- Robert Tomsich Award, 1997, 2001.
- Silver Medalist, National Professor of the Year program, Council for the Advancement and Support of Education, 1989.